# Наследници 2
Наследници 2 (енгл. Descendants 2) амерички је телевизијски филм из 2017. године који се приказивао на Дизни каналу. Филм је снимио Дизни канал, док главне улоче тумаче Дав Камерон, Софија Карсон, Бубу Стјуарт и Камерон Бојс.
Филм се у исто време емитовао на 6 различитих канала од истог власника; канали на којима се премијерно емитовао су Дизни канал, Еј-Би-Си, Дизни XD, Фриформ, Лајфтајм и Лајфтајм филмови.
У Србији, Црној Гори, Босни и Херцеговини и Северној Македонији, филм је премијерно емитован 6. октобра 2017. године на Дизни каналу титлован на српски језик. Титлове је радио студио Ес-Ди-Ај мидија.

## Радња
Неколико месеци након што је постала држављанка Орадона, Мал се бори са својим животом познате личности као девојка краља Бена са којим се не сналази; фарба косу у плаво и понаша се као права принцеза. Говори своје проблеме пријатељима Иви, Карлосу и Џеју, али они су се навикли на нови живот и одбијају да се врате на Острво Изгубљених. Иви се љути на Мал јер још користи књигу чини своје мајке. Карлос жели да пита Џејн да пође са њим на предстојећи бал, али због несигурност тражи од Мал да она употреби своју магичну књигу чини и да га зачара како би причао само истину и успео да пита Џејн да му буде пратиља. Али то пође наопако пошто његов пас Друг поједе бомбону која је била зачарана и почне да прича.
Након што је Бен сазнао да Мал још користи своју магичну књигу, Мал му објашњава своје несигурности и њих двоје почињу да се удаљавају. Због свих лоших ствари, Мал одлучује да се врати на Острво Изгубљених где је сигурна да припада.
На Острву Изгубљених, Мал се сусреће са својим непријатељем, Умом која је ћерка Урсуле, зле вештице из Мале Сирене. Због забринусти за Мал, њени пријатељи крећу за њом у циљу да је врате у Орадон, што Мал одбија. Затим Бен остаје заробљен од стране Уминих помоћника и она им наређује да јој донесу штапић Добре виле или ако то не ураде више никада неће видети Бена. Мал, Иви, Џеј, Карлос и касније Лони одлучују да преваре Уму и да јој дају штапић који су направили 3Д штампачем, што им и успева али су се морали борити против Уме и њених помоћника.
За време бала, Бен изводи Уму и говори како је она његова девојка. Мал је успела да схвати да је Ума искористила њену књигу са чинима и зачарала Бена како би Ума постала краљица Орадона. Када је Мал показала Бену слику њих двоје коју је он направио он је успео да се одбрани од чини коју је Ума поставила. Ума је брзо скочила са брода и претворила се у медузу. Али након што ју је Бен убедио да се у Уми налази доброта она му даје прстен коју је Бен њој дао као девојци краља и затим она бежи ка Острву Изгубљених. Бен даје прстен Мал и бал се наставља.
На самом крају филма, појављује се Ума и говори да прича дефинитивно није завршена.

## Улоге
| Глумац           | Улога                     |
| ---------------- | ------------------------- |
| Дав Камерон      | Мал, Грданина кћи         |
| Камерон Бојс     | Карлос, Круелин син       |
| Бубу Стјуарт     | Џеј, Џафаров син          |
| Софија Карсон    | Иви, кћи зле краљице      |
| Мичел Хоуп       | Бен, син лепотице и звери |
| Чајна Ен Маклејн | Ума, Урсулина кћи         |

## Занимљивости
- Филм је најављен 15. октобра 2015. године преко званичне Фејсбук странице Дизни канала.
- Албум на ком се налази музика из филма, изашао је 21. јула 2017. у исто време када је изашао и сам филм.
- ДВД верзија филма је изашла 15. августа 2017. године.
- У филму се појављује неколико нових ликова, од којих је најзначајнија Ума коју глуми Чајна Ен Маклејн.